# منتخب البوسنة والهرسك لكأس فيد
منتخب البوسنة والهرسك لكأس فيد هو ممثل البوسنة والهرسك الرسمي في كرة المضرب في كأس فيد
.